# Cuajimalpa de Morelos
Cuajimalpa de Morelos Mexikóváros legnyugatibb kerülete. Lakossága 2010-ben meghaladta a 186 000 főt.

## Földrajz

### Fekvése
A kerület a Szövetségi Körzet nyugati felén található, alakja keskeny, északkelet–délnyugat irányban elnyúló. Területe északkeletről délnyugat felé folyamatosan emelkedik, az alacsonyabb részek sűrűn beépítettek, míg a magasabb, ahol a 3800 m-t is megközelítő hegyek emelkednek, erdővel borított. A domborzatnak megfelelően vízfolyásai is (melyek közül legfontosabbak az Arroyo Borracho, a Río Santo Desiero, a Río La Magdalena és a Río Salazar) a lakott területek felé, északkeletre folynak.

### Éghajlat
A kerület éghajlata viszonylag meleg, de hűvösebb, mint Mexikóváros legnagyobb részén, és nyáron–ősz elején igen csapadékos. Minden hónapban mértek már legalább 22 °C-os meleget, de a 30 °C feletti értékek ritkák. Az átlagos hőmérsékletek a decemberi 11,1 és a májusi 15,6 fok között váltakoznak, gyenge fagyok időnként előfordulnak. Az évi átlagosan 1183 mm csapadék időbeli eloszlása rendkívül egyenetlen: a júniustól szeptemberig tartó 4 hónapos időszak alatt hull az éves mennyiség több mint 80%-a.
| Hónap                                   | Jan. | Feb. | Már. | Ápr. | Máj. | Jún. | Júl. | Aug. | Szep. | Okt. | Nov. | Dec. | Év   |
| --------------------------------------- | ---- | ---- | ---- | ---- | ---- | ---- | ---- | ---- | ----- | ---- | ---- | ---- | ---- |
| Rekord max. hőmérséklet (°C)            | 24,0 | 24,0 | 28,5 | 28,0 | 34,0 | 26,5 | 23,5 | 23,0 | 23,5  | 30,5 | 25,0 | 22,0 | 34,0 |
| Átlagos max. hőmérséklet (°C)           | 17,7 | 18,6 | 21,2 | 21,9 | 21,9 | 20,0 | 18,5 | 18,5 | 18,1  | 18,5 | 17,9 | 17,4 | 19,2 |
| Átlaghőmérséklet (°C)                   | 11,2 | 11,8 | 14,2 | 15,2 | 15,6 | 14,5 | 13,3 | 13,3 | 13,1  | 12,9 | 11,8 | 11,1 | 13,2 |
| Átlagos min. hőmérséklet (°C)           | 4,7  | 5,1  | 7,3  | 8,5  | 9,2  | 8,9  | 8,1  | 8,2  | 8,1   | 7,2  | 5,7  | 4,9  | 7,2  |
| Rekord min. hőmérséklet (°C)            | −3,0 | −2,5 | −2,5 | 0,5  | 5,0  | 2,0  | 4,0  | 2,5  | 1,0   | 2,0  | −2,0 | −2,0 | −3,0 |
| Átl. csapadékmennyiség (mm)             | 10   | 6    | 11   | 27   | 80   | 216  | 262  | 266  | 212   | 75   | 10   | 8    | 1183 |
| Forrás: Servicio Meteorológico Nacional |      |      |      |      |      |      |      |      |       |      |      |      |      |

## Népesség
A kerület népessége a közelmúltban folyamatosan növekedett:
| Év   | Lakosság |
| ---- | -------- |
| 1990 | 119 669  |
| 1995 | 136 873  |
| 2000 | 151 222  |
| 2005 | 173 625  |
| 2010 | 186 391  |

## Települései
A kerülethez 19 külső település is tartozik, lakosságuk 2010-ben a következőképpen alakult:
| Település                            | Lakosság (2010) |
| ------------------------------------ | --------------- |
| San Lorenzo Acopilco                 | 23 037          |
| Cruz Blanca                          | 581             |
| La Venta                             | 531             |
| Santa Rosa                           | 518             |
| Puerto las Cruces (Monte las Cruces) | 444             |
| Punta Galicia                        | 387             |
| Santiago Yacuitlalpan                | 75              |
| Punta Ahuatenco                      | 65              |
| Rancho Santa Laura                   | 61              |
| Paraje Río Borracho                  | 51              |
| El Boji (San Jacinto)                | 51              |
| Rancho los Campesinos                | 22              |
| Prolongación Constitución            | 18              |
| La Bolsa (El Encinal)                | 17              |
| Teopazulco                           | 12              |
| Paraje Cerro de los Padres           | 11              |
| névtelen lakott hely                 | 11              |
| La Troje                             | 5               |
| La Papa                              | 3               |

## Története
A kerület neve két szóból áll: a Morelos utótagot José María Morelos függetlenségi hős tiszteletére kapta, a Cuajimalpa pedig a navatl nyelvből származik: a cuauhximalpan szó a cuauh („fa”) és a xima („fát megmunkál”) részekből, valamint egy helynévképzőből áll.
A mai kerület területén 1342-ben jött létre az első, tepanékok által alapított település, amely közigazgatásilag Azcapotzalcóhoz tartozott. 1427-ben azonban a Mexikói-völgy lakói fellázadtak, megalapították a hármas szövetséget, és vereséget mértek az azcapotzalcóiakra, 1437-ben pedig, Izcóatl tlatoani kormánya idején hódították meg véglegesen a területet.
Amikor a 16. század elején Hernán Cortés elfoglalta a Mexikói-völgyet, ezt a területet is hozzácsatolta a völgyi birodalomhoz, és több falut is alapított itt, amellett, hogy a már meglevőknek, így Cuauhximalpannak is, növelte a jelentőségét. 1534-ben a falunak földeket adott (nevét pedig San Pedro Cuauhximalpára változtatta), de a következő időkben így is kis település maradt, lakói főként családi gazdálkodással és fafeldolgozással foglalkoztak.
1628 és 1755 között épült fel a helyi parókia, melynek épületét azóta még több alkalommal átépítették és megnagyobbították, 1785-ben és 1925-ben például egy-egy toronnyal bővítették (az északi épült régebben).
A kerületben emelkedő hegy, a Monte de las Cruces („keresztek hegye”) onnan kapta nevét, hogy számos emlékkereszt található rajta, főként olyanok emlékére, akiket banditák gyilkoltak meg a helyszínen, illetve ott, ahol a hatóságok banditákat végeztek ki. Található itt egy kis emlékmű is, ami az 1810 októberének végén lezajlott Monte de las Cruces-i csata helyszínét jelzi: ebben a csatában a Miguel Hidalgo vezette, Mexikó függetlenségéért küzdő hadak vereséget mértek a spanyolokra.
Cuajimalpa 1928-ig község volt, de ekkor Mexikóvárost kerületekre osztották, így innentől kezdve ezek egyikévé vált. Mai nevét 1970-ben kapta.

## Turizmus, látnivalók
A kerület főterén áll az 1818-ban épített Szent Péter apostol-parókia, a kultúrházban pedig egy nagyméretű falfestmény ábrázolja a mexikói függetlenségi háború közelben lejátszódott csatáját, a Monte de las Cruces-i csatát. A központ egyik kedvelt pihenőhelye az 1907-ben létesített Jardín de Hidalgo nevű park, a külső településeken pedig több régi templom is látható.
2000-ben hozták létre abban a házban, ahol a Monte de las Cruces-i csata előtt Miguel Hidalgo y Costilla megszállt, a Miguel Hidalgo Múzeumot, valamint a Desierto de los Leones egykori kolostorában is múzeum működik.
Érdekességet jelent a kerület szélén felépült Complejo Santa Fe nevű modern városrész, amely az egész térség egyik leggyorsabban fejlődő területe.